# 문화투쟁

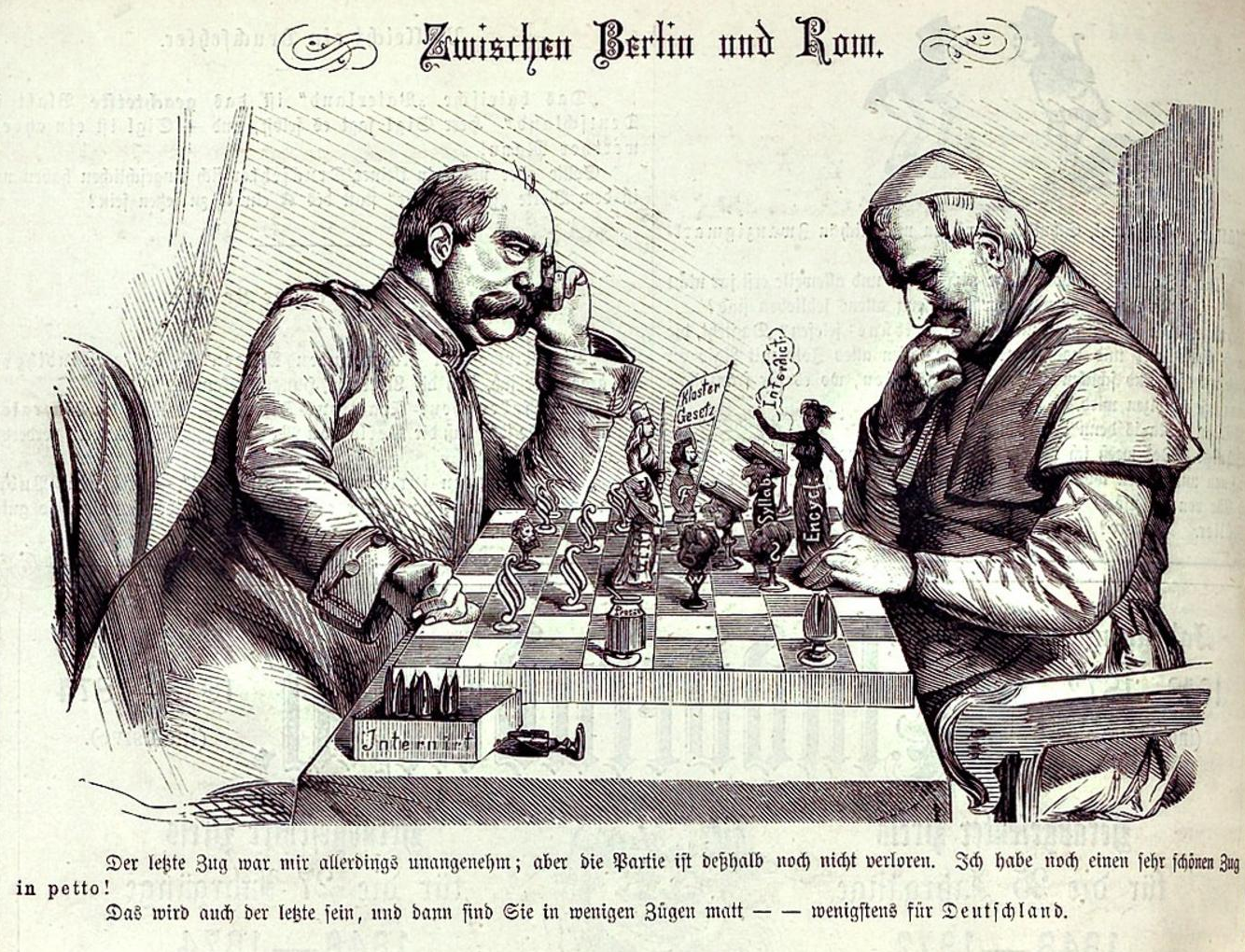
독일의 풍자 잡지 《클라데라다취》의 1875년판에 실린 《베를린과 로마 사이》. 왼쪽 인물은 비스마르크이며, 오른쪽 인물은 교황이다.

문화투쟁(Kulturkampf, culture struggle)은 1871년에서 1878년에 걸쳐 프로이센의 로마 가톨릭교회의 역할과 영향력을 약화시키기 위해 프로이센 총리 오토 폰 비스마르크의 주도 아래 계획된 독일의 정책이다. 정책은 실패로 끝났다. 가톨릭 신자들은 자체적으로 정당(독일 중앙당)을 만들어 대항했으며, 결국 비스마르크는 자신의 반 가톨릭 정책을 철회하였다.

## 전개 과정
문화투쟁을 시행했던 1873년에는 독일의 가톨릭 신자는 40퍼센트였다. 프로이센의 황제와 로마 가톨릭의 교황 모두에게 충성을 바치고 있는 가톨릭 신자들을 비스마르크는 프로이센 사회의 이방인으로 여기고, 프로이센 정부는 교회를 국가에 예속시켜야 한다고 판단했다.
문화투쟁은 1871년 7월 8일 프로이센 문화부의 가톨릭과가 폐지되면서 본격 시작했다. 1871년10월 12일 제국의회는 가톨릭교회 성직자들에 대한 정부의 감독을 강화하고 국가 질서를 위해하는 성직자들의 언동도 금지시키는 법을 통과시켰다. 1872년에는 교회의 교육활동을 금지하는 프로이센 학교 관리법, 전교활동을 규제하는 예수회법 등이 통과됐다. 반가톨릭 성향의 국민자유당 소속 팔크(Adalbert Falk, 1827-1900)는 1872년 프로이센의 문화부 장관으로 임명되자 교회 관할로 있던 모든 학교 교육을 국가의 감독 하에 두어 성직자들의 학교 감독권을 박탈했다. 4월 7일 예수회 수도사들의 활동을 금지하는 법령이 발효되면서 이들의 체류권도 제한받았다. 주교 여러 명과 신부 수 백 명이 감옥에 갇히고 많은 신학교들은 폐쇄되었다.

## 5월법
1873년 비스마르크는 로마 가톨릭교회를 국가에 귀속시키기 위한 5월법을 선포했다. 이법을 통해 프로이센내 가톨릭 성직자들의 교육과 임용은 모두 국가의 통제하에 이루어지게 되었고 병자의 간호를 직무로 하는 가톨릭 수녀들을 제외한 예수회등 모든 수도회 활동도 금지되었다. 그와 더불어 수도원들의 재산도 압수되었다. 예수회의 해산에 이어 종교재판소 사법권에 대한 규제도 행해져 교회의 제반 권리를 대폭 축소하는 억압정책이 이루어졌다. 이 5월법은 1878년 비스마르크가 교황청과 화해하면서 폐기됐다.

## 가톨릭 교회의 반발
가톨릭 교회는 문화투쟁에 맞서 독일 중앙당(젠트룸Zentrumspartei : 훗날 아돌프 히틀러의 집권을 도운 보수주의 가톨릭 정당)을 결성하고 불복종운동이나 반정부 출판활동 등을 전개하며 비스마르크의 가톨릭 탄압에 맞섰다. 비스마르크의 로마가톨릭 탄압이 믿음을 더욱 깊게하여 반정부 투쟁의 동력이 된 것이다.
뮌스터(Münster)와 파더본(Paderborn)에서는 로마 가톨릭교회 교인들이 가톨릭 주교들을 자신들의 집에 숨겨주거나 그들의 도피를 도와주고, 제국 정부에 대한 반발로 가톨릭 행진과 순례 등에 더 적극적으로 참여했다. 또한 프랑스와의 세당 전쟁(프로이센-프랑스 전쟁)에서 승리한 날(1870년)을 기념하는 제국의 “세당 기념일(Sedanstag, 10월2일)”은 등한시하고, 교황 비오 9세가 교황으로 등극한 “비오 축일(Pius-fest, 6월16일)”을 지키기도 했다. 문화투쟁 기간 동안에 라인란트(Rheinland) 지역 내 가톨릭 신문의 수가 30개에서 65개로 증가하였고 구독자도 약 7만 명에서 17만 명으로 늘어나는 등 가톨릭 언론매체가 급성장하였고, 가톨릭 박해 정책에 적극적으로 대응하기 위한 가톨릭 단체들이 활발하게 활동했다.

## 개신교의 반발
개신교 또는 루터교회도 프로이센 정부의 가톨릭에 대한 억압 또는 탄압이 개신교에 대한 억압 또는 탄압으로 이어질 것임을 직감하여 문화투쟁에 반대하는 투쟁에 연대를 하였다.

## 정부와 가톨릭의 화해
가톨릭 교회의 저항에 부딪힌 비스마르크는 1874년 총선에서 가톨릭 정당인 독일 중앙당(젠트룸)이 약진하자 결국 교황청과 화해를 모색했다.
1887년 5월법을 일부 완화하고 이 법을 발의했던 프로이센의 교회문제 담당장관 겸 교육장관 팔크를 파면함으로써 로마 가톨릭교회와 독일 정부간 화해가 이뤄졌다.

## 같이 보기
- 갈리아주의
- 문화전쟁
- 종교의 자유